# ال پائیس (اروگوئه)
ال پائیس (انگلیسی: El País) روزنامه کشور اروگوئه است. اولین بار در ۱۴ سپتامبر ۱۹۱۸ در سراسر این کشور توزیع شده‌است.
چندین دهه ال پائیس در میان رسانه‌های برجسته نوشته شده در اروگوئه بوده‌است. با انتشار ۶۵٬۰۰۰ در روزهای هفته و ۱۰۰٬۰۰۰ در روزهای یکشنبه. تمرکز سرمقاله آن در مورد اجتماعی، سیاسی و اقتصادی کشور اروگوئه و
همچنین بازار مشترک کشورهای آمریکای جنوبی (مرکوسور) و اتحادیهٔ تجاری منطقه‌ای است.